# Hirono (Fukushima)
Hirono (jap. 広野町 Hirono-machi) – miasto w Japonii, na wyspie Honsiu, w prefekturze Fukushima. Według danych na rok 2020 miejscowość zamieszkiwało 5 412 mieszkańców , a gęstość zaludnienia wyniosła 92,2 os./km².